# 1056
1056 (MLVI) je bilo prestopno leto, ki se je po julijanskem koledarju začelo na ponedeljek.

## Dogodki

### Slovenija
- Otokar I. Štajerski postane mejni grof novo ustanovljene Karantanske marke, kasnejše Štajerske.

### Ostali svet
- 5. oktober - Umrlega rimsko-nemškega cesarja Henrika III. nasledi komaj 6 leten sin Henrik IV.. Regentstvo prevzame njegova mati Neža Poitierska, bdenje nad vzgojo mladega kraljeviča pa prevzame sorodnik, papež Viktor II., ki mu to stanje s političnega vidika zelo ustreza.
- S smrtjo cesarice Teodore prevzame Bizantinsko cesarstvo v vodenje Mihael VI. Stratiotik, ki ga je Teodora izbrala za naslednika. Njegovo vladanje je kratko in težavno, glavni dejavnik nemirov so bili Teodorini nasprotniki, ki so od Mihaela pričakovali povrnitev privilegijev in posesti, a jim ni v vsem ustregel.
- Rekonkvista: barcelonski grof Rajmond Berengar I. zavzame mavrsko utrdbo Tàrrega. Istega leta ga papež izobči zaradi bigamije, saj je sklenil novo zakonsko zvezo z že poročeno plemkinjo ob dejstvu, da je bil v tem času tudi sam poročen.
- Pod dinastijo Liao je končana budistična Pagoda hrama Fogong, stoječa v provinci Shanxi in je najstarejša še popolnoma lesena pagoda na Kitajskem. Njena višina je 67 metrov.

## Rojstva
- Al-Muktadi, abasidski kalif († 1094)
- Nestor iz Kijeva, ruski pravoslavni menih, teolog in zgodovinar († 1114)
- Sæmundr fróði, islandski duhovnik in pisec († 1133)
- Viljem II., angleški kralj († 1100)

## Smrti
- 31. avgust - Teodora, bizantinska cesarica (* 980)
- 5. oktober - Henrik III., rimski-nemški cesar (* 1017)
- papež Benedikt IX. (* 1012)